# Heliotropium moorei
Heliotropium moorei är en strävbladig växtart som beskrevs av L.A. Craven. Heliotropium moorei ingår i Heliotropsläktet som ingår i familjen strävbladiga växter. Inga underarter finns listade i Catalogue of Life.